# Administrasjonssenter
Administrasjonssenter eller administrasjonssentrum (administrativt centrum) är den norska benämningen på en huvudort i ett fylke. Begreppet används i Norge också om den ort där en kommuns ledning finns.